# Try Again (MAG!C☆PRINCEの曲)
「Try Again」（トライ・アゲイン）は、日本の男性アイドルグループ・MAG!C☆PRINCEの楽曲で、9作目のシングル。2019年12月10日にユニバーサルミュージックのレーベル・ZEN MUSICからリリースされた。
メンバーの西岡健吾がグループを卒業する直前にリリースされた5人体制として最後のシングルであるが、西岡は本作に参加しておらず、4人体制として最初のシングルと位置付けられる。作詞作曲は渡辺拓也。MAG!C☆PRINCEは本作で2度目の週間チャート首位を獲得した。

## 背景とリリース
前作は2019年6月リリースの『ゴメン、、離したくない』である。MAG!C☆PRINCEはその後、弟分グループの九星隊とHi☆Fiveとの合同ユニット・14STARSとして、7月に新曲『恋をしようJAPAN』を音楽配信でリリースした。
9月1日にMAG!C☆PRINCEの公式サイトを通じて、西岡健吾が体調不良を理由に音楽活動を含むグループの活動を一部休止すると発表されて、6日に西岡を除く平野泰新・大城光・永田薫・阿部周平の4人体制で今作をリリースすることを発表した。「Try Again」は、3rdシングル「Over The Rainbow」や5thシングル「Dreamland」などを手掛けた渡辺拓也の作詞・作曲・編曲による楽曲である。公式サイトでは、「オリコン週間ランキング1位、日本ガイシホールでのワンマンライブ開催と、デビュー時からの夢を叶えたマジプリ（MAG!C☆PRINCEの通称）が、新たな扉を開くために再び立ち上がるというメッセージを込めた楽曲」と紹介された。MAG!C☆PRINCEのプロデューサーであるワタナベエンターテインメントの大澤剛は、西岡について「心の体調不良があって、半年以上前からメンバーと話し合ってきた」と明かして、その思いを込めて「Try Again」というタイトルにした、と言及している。15日より、活動拠点である東海地方を中心にしたシングルのリリースイベントを開催した。西岡は音楽活動から離れたほかに、『本気プリ』（CBCテレビ）以外のグループのレギュラー番組には出演せずに、単独で持つレギュラー番組への出演だけを続けるという活動になった。
10月22日に、西岡が12月20日に開催されるライブをもってグループを卒業して、翌21日よりMAG!C☆PRINCEは4人体制になることが発表された。今作のリリースは西岡の卒業より先であるが、これが4人体制での初のシングルと位置付けられる。26日にレギュラー出演番組『なるほどプレゼンター!花咲かタイムズ』において、「Try Again」のミュージック・ビデオを解禁。同日よりウェブ上でショート・バージョンのビデオを公開した。この曲はグループがCMキャラクターをつとめる「イモトのWiFi」（エクスコムグローバル）のCMの新シリーズ「グアム編」のCMソングに起用された。
『Try Again』は、12月10日にCDシングルと音楽配信でリリースされた。CDシングルは、初回限定盤・通常盤・メンバー個人絵柄盤4種の、計6種のタイプがある。カップリングに、「RUSH」（『UPDATE』カップリング）を手掛けたKenji Kabashimaと、WolfJunkの共作による新曲「No One Way」が収録される。初回限定盤は、「Try Again」のミュージック・ビデオと、そのメイキング映像を収録したDVDが付属する。17日にミュージック・ビデオのフル・バージョンをウェブ上で公開した。

## ミュージック・ビデオ
「Try Again」のミュージック・ビデオは、東海地方のグループであるMAG!C☆PRINCEが「夢の舞台」とするナゴヤドームで撮影された。そのほかに、デビュー曲「絶対☆アイシテル!」のビデオと同じように、ヘリポートでパフォーマンスをするという演出を含んでいる。
「Try Again」の衣装は、CD通常盤および個人絵柄盤のジャケット写真で着ている、光沢のあるメンバーカラーのセットアップ・スーツの「メンバーカラースーツ衣装」と、初回限定盤で着ている赤と黒の「カジュアル衣装」の2種類がある。ミュージック・ビデオでは、この2種類の両方を用いている。

## チャート成績
12月23日付けのオリコンで、リリース初週に6.4万枚を売り上げて、週間シングルチャートで初登場1位を獲得。7thシングル『SUMMER LOVE』に続く2度目の首位獲得となった。同日付けの週間合算シングルチャートにおいても首位を記録した。
同日付けのビルボード・ジャパンでは、約7.7万枚のセールスでTop Single Salesにおいて1位を獲得。これも「SUMMER LOVE」以来の首位獲得となる。総合チャートHot 100においては、CDセールス以外の指標で強さを維持して3度目の首位に返り咲いた、Official髭男dismの「Pretender」に次ぐ2位となった。「Top Single Salesで首位になったが、Hot 100では首位になれなかった」という、「SUMMER LOVE」と同じチャート成績となる。

## 収録トラック
CD
1. 「Try Again」（作詞・作曲・編曲: 渡辺拓也） – 3:06
2. 「No One Way」（作詞: Kenji Kabashima、作曲: Kenji Kabashima・WolfJunk、編曲: WolfJunk） – 3:43
3. 「Try Again (Instrumental)」
4. 「No One Way (Instrumental)」

DVD
1. 「Try Again (Music Video)」 – 3:17
2. 「Try Again (Making Video)」 – 14:10

CD/DVDクレジット・時間：